# Dormís?
Dormís? es el segundo disco solista de la percusionista, baterista, cantante y compositora argentina Andrea Álvarez, en el que toma el formato de power-trío, junto a Mauro Quintero en guitarra y Franco Fontanarrosa en bajo.
Las letras del disco abordan cuestiones sociales desde la visión de Andrea. Aborto, violación, prostitución infantil, los estereotipos de belleza, sexo, suicidios, etc. son algunas de las temáticas de las canciones del disco. Musicalmente, prima el hard rock, aunque hay incursiones en el rock pop. La placa está dedicada a Lucía Gómez y María Gabriela Epumer.
Los cortes de difusión fueron «Dormís?», «Melody», cada una con su respectivo clip, y «Quedamos así».

## Lista de canciones
1. Dormís?
2. Esa belleza
3. Melody
4. Así como te digo una cosa, te digo la otra
5. Brindemos!
6. Adoquín
7. Tierra colorada
8. Por qué no hay agua para mí?
9. Bolero?
10. Quedamos Así
11. Momia
12. Olas